# Matilda II
Az Mk II, Matilda II (A12) a brit hadsereg gyalogsági harckocsija volt második világháborúban. A Matilda felépítése részben az első világháborúból fennmaradt alapelvek alapján készült. Fő feladata a gyalogság támogatása volt, így páncélzata és fegyverzete erős, mozgékonysága azonban gyenge volt. A világháború első szakaszában a német páncélos erők egyik fő ellenfele volt, mivel homlokpáncélját csak a 88 mm-es légvédelmi ágyúkkal tudták átütni. Gyenge mozgékonysága és gyorsan elavuló fegyverzete miatt hamar felülmulták a közepes és nehézharckocsik.